# Mundpflege
Mit dem Begriff Mundpflege wird in der professionellen Pflege eine Kombination von Handlungen zusammengefasst, um Entzündungen bzw. Verletzungen der Mundumgebung und der Schleimhaut des Mund- und Rachenraums vorzubeugen oder zu behandeln. In der Krankenpflege, Altenpflege und Palliativpflege werden mit Mundbefeuchtung Mundtrockenheit und Durstgefühl gelindert; mit weiteren Maßnahmen der Mundpflege kann aber auch anderen Beschwerden – wie vermehrtem Speichelfluss, Pilzbefall im Mundraum und Mundgeruch – entgegengewirkt werden.
Das Zähneputzen oder die Zahnersatzreinigung, auch Mundhygiene zur zahnmedizinischen Prophylaxe genannt, ist zwar ein Bestandteil, aber nicht Ziel und Hauptgegenstand der Mundpflege im Pflegebereich.

## Betroffener Personenkreis
Auf regelmäßige Mundpflege muss besonders geachtet werden, wenn
- die Person oral keine Nahrung zu sich nimmt und deshalb Kaubewegungen fehlen, so dass die Speichelproduktion nicht ausreichend angeregt wird (zum Beispiel wegen Nahrungskarenz, Sondenernährung, parenteraler Ernährung).
- die Person aufgrund körperlicher oder geistiger Beeinträchtigung selbst nicht in der Lage ist, eine gründliche Mundpflege durchzuführen (zum Beispiel Frakturen an beiden Händen oder Armen).
- Aspirationsgefahr besteht (zum Beispiel wenn Spüllösung nicht wieder ausgespuckt werden kann, wie bei hoher Querschnittlähmung, Bewusstlosigkeit, Beatmung).
- präoperativ eine endotracheale Intubation vorzubereiten ist.
- Erkrankungen der Mundhöhle vorliegen, die eine spezielle Versorgung benötigen (Bspl.: Therapie und Pflege einer (chronischen) Tonsillitis, Soor).
- die Person im Sterben liegt.

Die Mundpflege wird von Pflegepersonen nur übernommen, wenn die Maßnahmen nicht von der betroffenen Person selbst durchgeführt werden können.

## Ziele der Mundpflege
Die Ziele der Mundpflege ergeben sich aus der individuellen Situation der unterstützungsbedürftigen Person.
Die Mundhöhle setzt sich sowohl im Verdauungstrakt wie in den Atemwegen fort. Beide schlauchartigen Hohlorgane sollen vor einer Verkeimung geschützt werden. Im Vordergrund stehen die Vorbeugung gegen Parotitis und bei beatmeten Patienten die Vermeidung einer Aspirations-Pneumonie. Allgemein sind eine feuchte, saubere Schleimhaut, belagfreie Zähne, subjektives Wohlbefinden, die Vorbeugung gegen Soor, Schmerzen, Austrocknung und evtl. die Einbringung von Medikamenten zu nennen. Die Häufigkeit und der Umfang der Maßnahmen richten sich nach dem jeweiligen Ziel, aber ebenso nach dem Zustand und dem Willen des Betroffenen.

## Maßnahmen

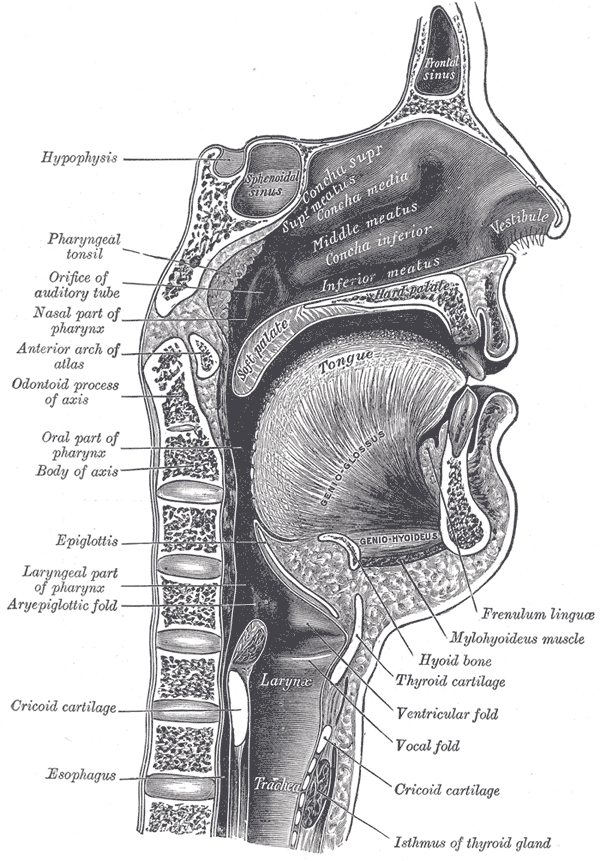
Sagittalschnitt durch die Mundhöhle

Das Fachpersonal nimmt zunächst eine Inspektion der Mundumgebung und der Mundhöhle vor, in der Regel mit Hilfe eines Spatels und einer kleinen Lichtquelle; dabei muss behutsam vorgegangen werden, um keinen Würgereiz auszulösen. Bei Menschen, die keine orale Ernährung erhalten, werden die Parotiden (Ohrspeicheldrüsen) palpiert; Schmerzäußerungen können ein Hinweis auf eine Entzündung (Parotitis) sein. Über entzündliche Veränderungen ist der behandelnde Arzt bzw. Zahnarzt zu informieren. Die Aktualisierung der Pflegeplanung (Evaluation) wird von der Pflegefachperson ausgeführt.
Grundsätzlich sollte das Kauen gefördert werden. Es massiert die Ausführungsgänge der Ohrspeicheldrüsen und sorgt so für Speichelproduktion. Bei nicht ausreichendem Speichelfluss und mangelnder Mundhygiene kann es zu unangenehmen Symptomen kommen, die möglicherweise die Nahrungsaufnahme oder das Sprechen beeinträchtigen. Für Patienten mit Mundtrockenheit (etwa durch Medikamente oder bei Einschränkung der Flüssigkeitszufuhr) kann das Lutschen von säuerlichen Bonbons bzw. das Kauen von Trockenobst, Kau- oder Fruchtgummi eine Alternative zu medizinischen Spüllösungen sein.
Weitere Maßnahmen kann die unterstützungsbedürftige Person gegebenenfalls – nach Anleitung oder mit Hilfestellung – selbst durchführen. Wird die Mundpflege von einer Pflegeperson oder einer Pflegefachkraft übernommen, muss berücksichtigt werden, dass es sich dabei um einen Eingriff in eine der Intimzonen des Menschen handelt, der möglicherweise nicht toleriert wird.
Zu den weiteren Maßnahmen gehört
- die Reinigung der Zähne bzw. der Zahnprothese
- das Aufweichen bzw. Entfernen von Borken und Belägen
- das Befeuchten der Schleimhäute mit geeigneten Lösungen; bei der Auswahl wird der Geschmack des Patienten berücksichtigt
- Das Trocknen des Mundes mit Watteträgern und Absaugen der Mundhöhle bei erhöhter Speichelsekretion
- das Auftragen oder Einbringen von arzneimittelhaltigen Zubereitungen (Lokaltherapeutika), zum Beispiel ein Lokalanästhetikum bei schmerzhaften Rhagaden oder Mukositis
- Mundwinkel- und Lippenpflege (zum Beispiel mit Dexpanthenolsalbe oder Vaseline[1]).

Im Rahmen einer Sanierung bei Besiedelung mit multiresistenten Keimen im Nasen-Rachenraum oder bei Pilzbefall (Soor) werden Einweg-Zahnbürsten verwendet, um eine Neuinfektion zu verhindern. Bei erhöhter Neigung zu Zahnfleischbluten (zum Beispiel bei Gerinnungsstörungen) wird auf das Abbürsten der Zähne verzichtet.
Wird ein Luftbefeuchter eingesetzt, so ist dieser von einer dazu befähigten Person vor der Installation zu überprüfen, wenn es sich um ein aktives Medizinprodukt handelt. Bei thermischen Geräten muss auf ausreichenden Sicherheitsabstand geachtet werden.